# 2013年科威特國民議會選舉
2013年科威特國民議會選舉是指在2013年7月27日在科威特舉辦的第十七屆科威特國民議會選舉，這也是科威特首次在伊斯蘭教齋月期間所舉辦的國民議會選舉。国会总共由50个议席组成，每个选区有10席，共计5个选区，一般四年选举一次。
這次選舉的原因在2013年6月16日時，科威特憲法法院以14票無效、1票維持的結果宣布先前的2012年12月科威特國民議會選舉其結果無效，並且因此解散科威特國民議會。根據憲法規定科威特國民議會選舉必須在解散60天後進行，因此原本預定在7月25日時展開投票流程，但是由於候選人登記的延誤使得投票延遲到。最後選舉結果中部落候選人主要佔了國民議會24個席次並且成為多數勢力，而自由派則從上次選舉中無人當選增長到至少3個席次，遜尼派部分也比之前多出2名當選名額而增加至7個席次。然而上次獲得有17名候選人當選的什葉派，則於這次國民議會選舉中減少到僅有8人。